# Katuništa (kulle i Bosnien och Hercegovina)
Katuništa är en kulle i Bosnien och Hercegovina.   Den ligger i entiteten Republika Srpska, i den centrala delen av landet, 130 km nordväst om huvudstaden Sarajevo. Toppen på Katuništa är 469 meter över havet, eller 171 meter över den omgivande terrängen. Bredden vid basen är 9,6 km.
Terrängen runt Katuništa är huvudsakligen lite kuperad.Runt Katuništa är det ganska tätbefolkat, med 67 invånare per kvadratkilometer.. Närmaste större samhälle är Banja Luka, 7,7 km väster om Katuništa. 
I omgivningarna runt Katuništa växer i huvudsak lövfällande lövskog.